# Aurelianianus
Een aurelianianus is een Romeinse munt.

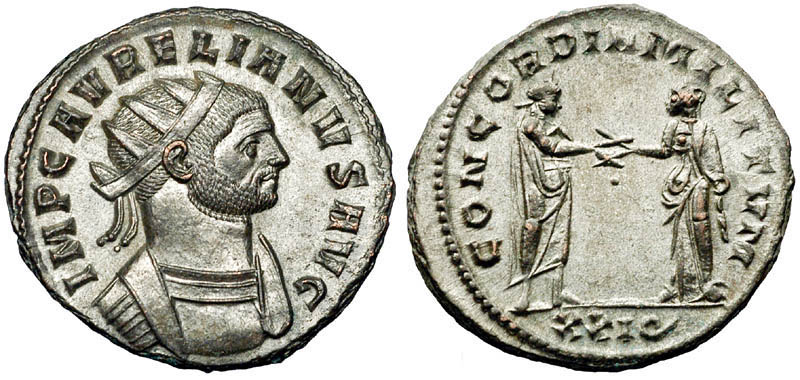
Keizer Aurelianus op zijn hervormde munt

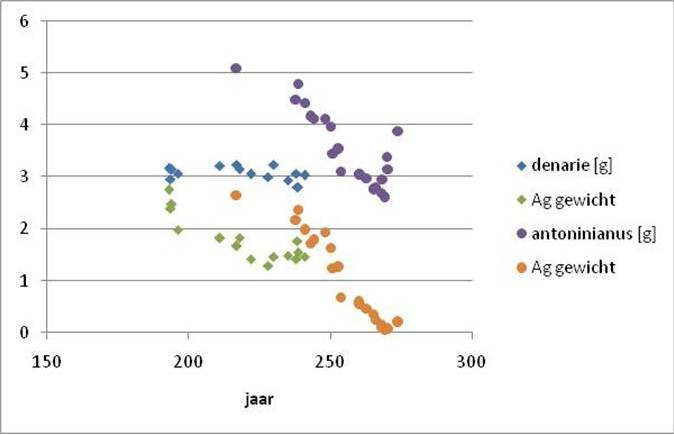
De verlaging van het gewicht en zilvergehalte van de denarius en de antoninianus tot aan de hervorming van Aurelianus.

De munt werd in 274 ingevoerd door keizer Aurelianus in een poging het muntstelsel te hervomen. De aurelianianus is een 'verbeterde' versie van de zilveren antoninianus, waarvan in loop van de jaren het gewicht en het percentage zilver steeds verder verlaagd werden. Bij zijn invoering in 215 door Caracalla had deze munt een gewicht van 5,1 g waarvan 51% zilver was. Onder Gallienus was dit in 265 2,75 g en 13%. Onder Aurelianus was het in 270 nog maar 3,15 g. en 2,5% zilver, zodat de munt nog maar 0,08 g zilver bevatte.
Bij de invoering van de aurelianianus werden er 82 stuks uit één Romeinse pond van 322,5 g geslagen en de resulterende munt van 3,9 g bevatte 5% fijn zilver. De munt kreeg daarom het merk XX.I of in Grieks K.A. Dit maakt 1 aurelianianus = 5 denarii communes = 20 sestertii. Hoewel dit slechts een kleine verbetering betekende, trachtte Aurelianus, die verwoede pogingen deed verbeteringen aan te brengen in de economische crisis van zijn tijd, zijn munt als iets nieuws te presenteren. Hij kreeg daardoor zelfs met een opstand van de medewerkers van de Romeinse munt te maken. De muntmeester werd ervan beschuldigd zilver te verdonkeremanen en uiteindelijk terechtgesteld.
De aurelianianus bleef in gebruik tot de munthervorming van Diocletianus. In 276 verdubbelde keizer Tacitus het zilvergehalte en zijn munt kreeg daarom het merk X.I, maar deze verandering is door Probus weer snel teruggedraaid.